# Talakag
Talakag es un municipio filipino de primera categoría, situado al norte de la isla de Mindanao. Forma parte de  la provincia de Bukidnon situada en la Región Administrativa de Mindanao del Norte. 
Para las elecciones está encuadrado en el primer distrito electoral.

## Barrios
El municipio  de Talakag se divide, a los efectos administrativos, en 29 barangayes o barrios, conforme a la siguiente relación:

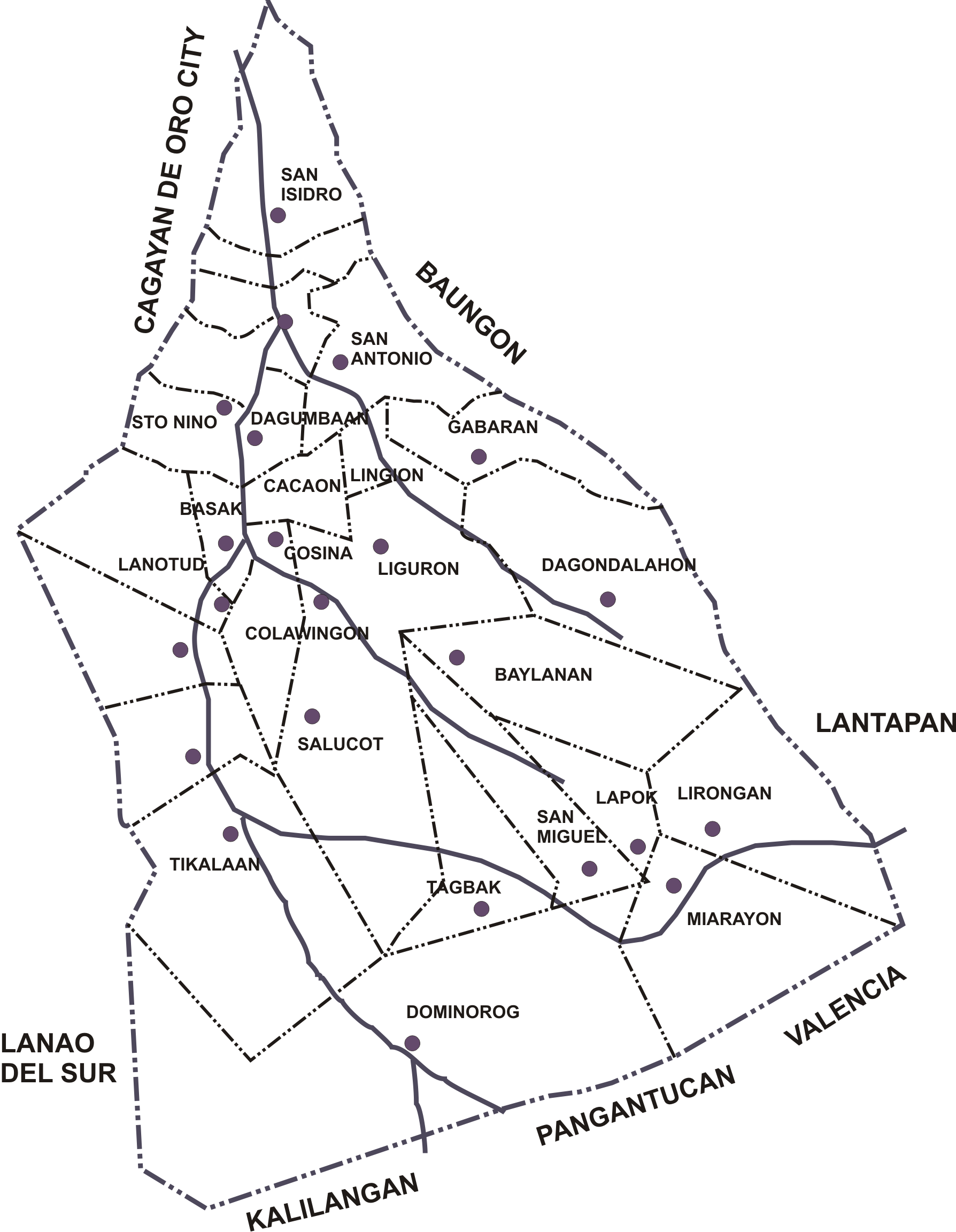
Los 29 barrios.

| - Basak - Baylanan - Cacaon - Colawingon - Cosina - Dagumbaan - Dagundalahon - Dominorog - Lapok - Indulang - Lantud - Liguron - Lingi-on - Lirongan - Santo Niño (Lumbayawa) - Miarayon | - Barangay 1 (Pob.) - Barangay 2 (Pob.) - Barangay 3 (Pob.) - Barangay 4 (Pob.) - Barangay 5 (Pob.) - Sagaran - Salucot - San Antonio - San Isidro - San Miguel - San Rafael - Tagbak - Tikalaan |  |

## Historia
Una vez suscrito el tratado de paz en Tikalaan, los españoles llegaron a Cagayán de Oro donde establecieron el gobierno local.

### Influencia española
La provincia de Misamis, creada en 1818,   formaba  parte del Imperio español en Asia y Oceanía (1520-1898). Estaba dividida en cuatro partidos.

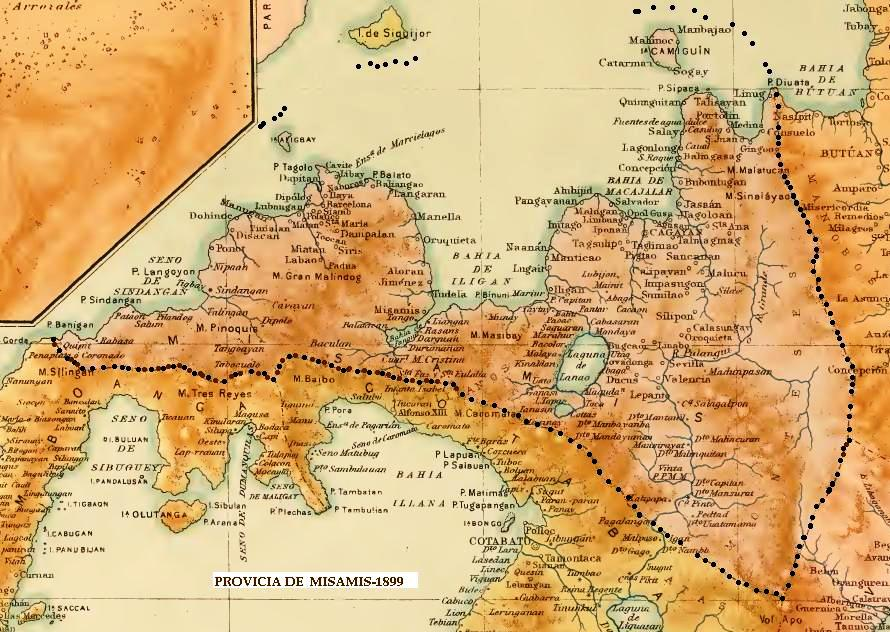
El distrito 2.º de Misamis en 1899.

A principios del siglo XX la isla de Mindanao se hallaba dividida en siete distritos o provincias, uno de los cuales era el distrito 2.º de Misamis, su capital era la villa de Cagayán de Misamis y del mismo dependía la comandancia de Dapitan.
En septiembre de 1914, al crearse el Departamento de Mindanao y Joló , Bukidnon  se convierte en una de sus siete provincias.

### Ocupación estadounidense

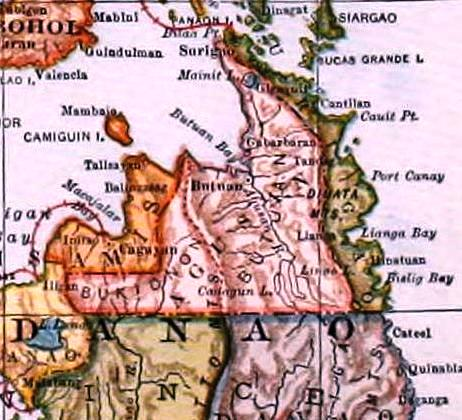
Agusan en 1921.

Una vez pacificado el territorio, el gobierno civil de la  provincia de Misamis fue establecido el 15 de mayo de 1901 incluyendo la subprovincia de Bukidnon.
En  1902 los americanos ocupan Cagayán de Oro y  en 1904 Talakag tuvo su primer alcalde  Sayagnon, así se llamaba, dispuso el ayuntamiento en San Isidro de Patpat, qpermaneciendio en el cargo hasta 1906 cuando le sustituye Amay Tigsay quien ocupa la alcaldía hasta 1908 cuando Sayagnon vuelve a recuperarla permaneciendo hasta 1910.
En 1907  se crea la provincia de Agusan incluyendo  Bukidnon en su territorio.
En 1910, José Levanta, hijo de  Sayagnon, fue elegido alcalde ocupando el cargo hasta 1918. Al final de su mandato, el 22 de febrero de 1917, desplaza el ayuntamiento a su actual emplazamiento.
Talakag era uno de los cuatro municipios de esta provincia, tal como figura en la División Administrativa de Filipinas de 1916 y también en el plano del censo de 1918.